# Goofy und Max
Goofy und Max (orig. Goof Troop) ist eine Zeichentrickserie von Disney Television Animation aus den 1990er Jahren mit dem anthropomorphen Hund Goofy sowie seinem Sohn Max in den Hauptrollen. Die Serie erzählt von deren Alltagsproblemen und der Beziehung zwischen Vater und Sohn. 

## Handlung
Goofy und sein Sohn Max sind in Goofys frühere Heimatstadt Hundshausen umgezogen. Die beiden quartieren sich neben Goofys altem Bekannten Karlo ein. Er ist darüber nicht sehr erfreut und versucht, nun mit Goofy mehr schlecht als recht zu leben. Auch Karlo hat eine Familie (Karla, seine Frau; Karabinchen, seine kleine Tochter; KJ [Karlo Junior], sein Sohn). Max findet hier auch seinen ersten neuen Freund: KJ. Sie verstehen sich sofort und erleben von nun an gemeinsam viele Abenteuer.

## Figuren
| Figur                      | Originalsprecher | Deutscher Sprecher |
| -------------------------- | ---------------- | ------------------ |
| Goofy                      | Bill Farmer      | Walter Alich       |
| Max                        | Dana Hill        | Dimitri Guldener   |
| Karlo (orig. Pete)         | Jim Cummings     | Wolfgang Kühne     |
| KJ (orig. PJ)              | Rob Paulsen      | Fabian Heinrich    |
| Karla (orig Peg)           | April Winchell   | Daniela Hoffmann   |
| Karabinchen (orig. Pistol) | Nancy Cartwright | Daniela Reidies    |

Goofy ist ein Tollpatsch, der seine Nachbarn, ohne es zu wollen, in den Wahnsinn treibt. Zudem ist er ein wenig zu naiv, wodurch er immer wieder zum Nachteil seines Nachbarn Karlo in Hinterhalte gerät.
Max ist ein kleiner, lebhafter Teenager, der jeden Tag am liebsten mit seinem besten Freund KJ verbringt. Er ist im Vergleich zu seinem Vater intelligent und meistert jede Lage. Auch wenn ihm sein Vater manchmal sehr peinlich ist, hält er immer fest zu ihm. In der Schule ist er als „bester Schüler“ nicht gut angesehen. So wird er von manchen unterdrückt und gehänselt, weil er mit KJ befreundet ist.
Karlo ist ein eher fauler Gebrauchtwagenhändler. Dabei betrügt er ständig alle Käufer seiner Wagen und kassiert dabei noch mächtig Geld ab. Er kann Goofy überhaupt nicht leiden. Dies weiß allerdings Goofy nicht. Karlos Familie, vor allem seine Frau Karla, kann seine Faulheit kaum noch ertragen. So ist es kaum verwunderlich, wenn es ständig Streit gibt.
KJ ist Max’ bester Freund. Er ist im Gegensatz zu seinem Vater Karlo eher ruhig und nett. Er könnte nie einen Menschen betrügen oder verletzen. Er ist dicklich wie sein Vater und hat in der Schule eine ähnliche Stellung wie Max.
Karla ist Karlos Frau. Sie ist der Boss im Haus und bestimmt, wo es lang geht, auch wenn Karlo dies nicht wahrhaben möchte. Sie kann Karlos Faulheit kaum noch ertragen. Dennoch lieben sie einander.
Karabinchen ist Karlos kleine Tochter und die kleine Schwester von KJ. Am liebsten geht sie ihrem Vater Karlo auf die Nerven oder ärgert ihren großen Bruder KJ. Aber sie möchte auf jeden Fall immer im Mittelpunkt stehen.
Mausi ist die Hauskatze von Goofy. Obwohl sie selten in der Serie gezeigt wird, vermag sie Karlos Hund Cesar manchmal zu ärgern, obwohl Katzen Hunden gegenüber, wie man sagt, im Nachteil sind.
Cesar ist der Haushund von Karla. Obwohl er Katzen überlegen ist, muss er die Schikanen von Mausi ertragen. In der Folge Gold im Karlos Garten fand er irgendwie Goldstaub, worauf Karlo aufmerksam wurde und mit Unterstützung von Goofy im Laufe der Folge einen Goldklumpen findet.

## Produktion und Veröffentlichung
Bei der Produktion der Walt Disney Television Animation unter Beteiligung der Disney-Studios in Japan, Frankreich und Australien sowie von Kennedy Cartoons, Wang Film, Guimares Production, Moving Images International und Sunwoo Animation. Produzenten waren Ken Kessel, Robert Taylor, Hank Tucker und Roy Wilson. Das Konzept lehnte sich an einen Film mit Goofy aus den 1950er Jahren an, in dem er die Rolle des George Geef hatte und ebenfalls einen Sohn, der Max jedoch nicht ähnelte.
Die Pilotfolge wurde am 15. April 1992 bei Disney Channel gezeigt. Die Serie selbst wurde dann ab dem 7. September 1992 per Syndication im Nachmittagsprogramm in den USA ausgestrahlt. Darüber hinaus wurde Goof Troop am Samstagmorgen bei ABC gezeigt, wofür 13 zusätzliche Folgen produziert wurden. Mit diesen wurden insgesamt 78 Folgen gezeigt, darunter auch die nun in zwei Folgen aufgeteilte Pilotfolge. In den USA folgten diverse Wiederholungen, später auf dem Disney Channel. Zusätzlich zu den Folgen entstanden zwei Specials unter dem Titel A Goof Troop Christmas mit dem Untertitel Have Yourself a Goofy Little Christmas. Die erste Version wurde am 5. Dezember 1992 gezeigt und baut auf zwei alten Cartoons mit Goofy auf. Die zweite vom 11. Dezember 1993 nutzt drei andere Cartoons. Beide Versionen wurden per Syndication verbreitet.
International wurde die Serie von Disney in etlichen Ländern gezeigt, darunter 1993 in Argentinien, Italien, Frankreich, Japan und Mexiko sowie später unter anderem in Russland und dem Vereinigten Königreich. In Deutschland fand die Premiere am 26. November 1994 bei RTL statt. Es folgten Wiederholungen bei Super RTL, kabel eins, und ORF 1 sowie beim deutschen Disney Channel, Toon Disney und Disney XD. Die Weihnachtsspecials wurden auf Deutsch als Weihnachten mit Goofy und Max und Ein Weihnachtsmann kommt selten allein gezeigt. Die deutsche Synchronfassung entstand nach dem Dialogbuch von Martin Westphal.
1993 erschienen zunächst drei VHS-Kassetten mit je zwei Folgen in den USA. Die beiden Weihnachtsspecials erschienen zusammen mit der Folge Buxbaum und seine Christbaumbande aus Darkwing Duck 1993 als Happy Holidays with Darkwing Duck and Goofy. Die Folge Goofy, Geister und Gespenster wurde zusammen mit der Folge Der feige Schlossgeist aus Chip und Chap – Die Ritter des Rechts auf einer Kassette unter dem Titel Boo-Busters herausgegeben. Die Folge Dr. Frankengoof veröffentlichte man zusammen mit der Folge Die Ducky Horror Picture Show aus DuckTales unter dem Titel Monster Bash. Von der deutschen Fassung erschienen 1995 wie zuvor in den USA drei VHS-Kassetten mit je zwei Folgen. Dort folgte 2006 zunächst eine DVD mit drei Folgen. 2013 folgen zwei DVDs mit zusammen 54 Folgen.
Per Streaming wird die Serie, sowohl im Original als auch in Synchronfassungen wie auf Deutsch, außer von Disney+ auch von Amazon Video und iTunes angeboten.

## Filme
Im Jahr 1995 kam der Kinofilm Goofy – Der Film heraus. In diesem verliebt sich Max in ein Mädchen, das er wegen eines unerlaubten Konzertauftrittes in der Schule als Powerline verkleidet anlügt. Als Goofy von den Taten seines Sohnes erfährt, glaubt er sein Sohn befindet sich schon auf dem Weg zum elektrischen Stuhl. Er nimmt ihn auf eine Autoreise zum Angeln mit, um ihr Verhältnis wieder zu reparieren. Jedoch kommt es während der Fahrt oft zu Differenzen und Max versucht seinen Vater sogar auf die Route des Powerline Konzerts zu bringen. Das spaltet die beiden. Als die beiden sich gegenseitig jedoch retten, erkennen sie, wie sehr sie einander haben und auf Umwegen kommen sie doch noch zum Konzertauftritt.
Die Weihnachts-Kurzepisode Ein Weihnachtsmann kommt selten allein, die einige Jahre vor den Geschichten von Goofy und Max spielt, wurde 1999 als Teil der Videoveröffentlichung Mickys fröhliche Weihnachten herausgegeben.
Als Fortsetzung des ersten Films kam am 29. Februar 2000 der Film An Extremely Goofy Movie als direct-to-video-Produktion heraus, die im gleichen Jahr als Goofy nicht zu stoppen auch auf Deutsch erschien.

## Andere Medien
Am 11. Juli 1993 kam in den USA und Kanada ein Super-Nintendo-Spiel zu Goof Troop auf den Markt, entwickelt und veröffentlicht von Capcom. Das Action- und Puzzle-Spiel dreht sich um einen Angelausflug der beiden Protagonisten. Die Spieldesigner waren Shinji Mikami und Satoshi Murata. 1994 erschien es auch in Japan als in Japan unter dem Titel Goofy to Max: Kaizokujima no Daibōken (グーフィーとマックス 海賊島の大冒険) sowie später im Vereinigten Königreich.
Eine Umsetzung von Geschichten zu Goofy und Max als Comic erschienen 1995 und 1996 bei Ehapa in Form von zwei Heften der Reihe Micky Maus präsentiert, Nr. 14 und 19. Weitere Geschichten erschienen in der von Ehapa herausgegebenen Zeitschrift Limit.
Das Rabbit-Studio aus Bönnigstedt bearbeitete die Tonspuren zusätzlich zu Hörspielen für Karussell. Es erschienen zwei Doppelfolgen mit Achim Schülke als Erzähler.

## Auszeichnungen
Für seine Rolle in der Serie wurde der amerikanische Sprecher Jim Cummings 1993 mit dem Annie Award ausgezeichnet. Darüber hinaus wurde die Serie für den Emmy Award in den Kategorien Drehbuch für eine Animationsserie und für Ton nominiert.